# 로베르토 레가찌

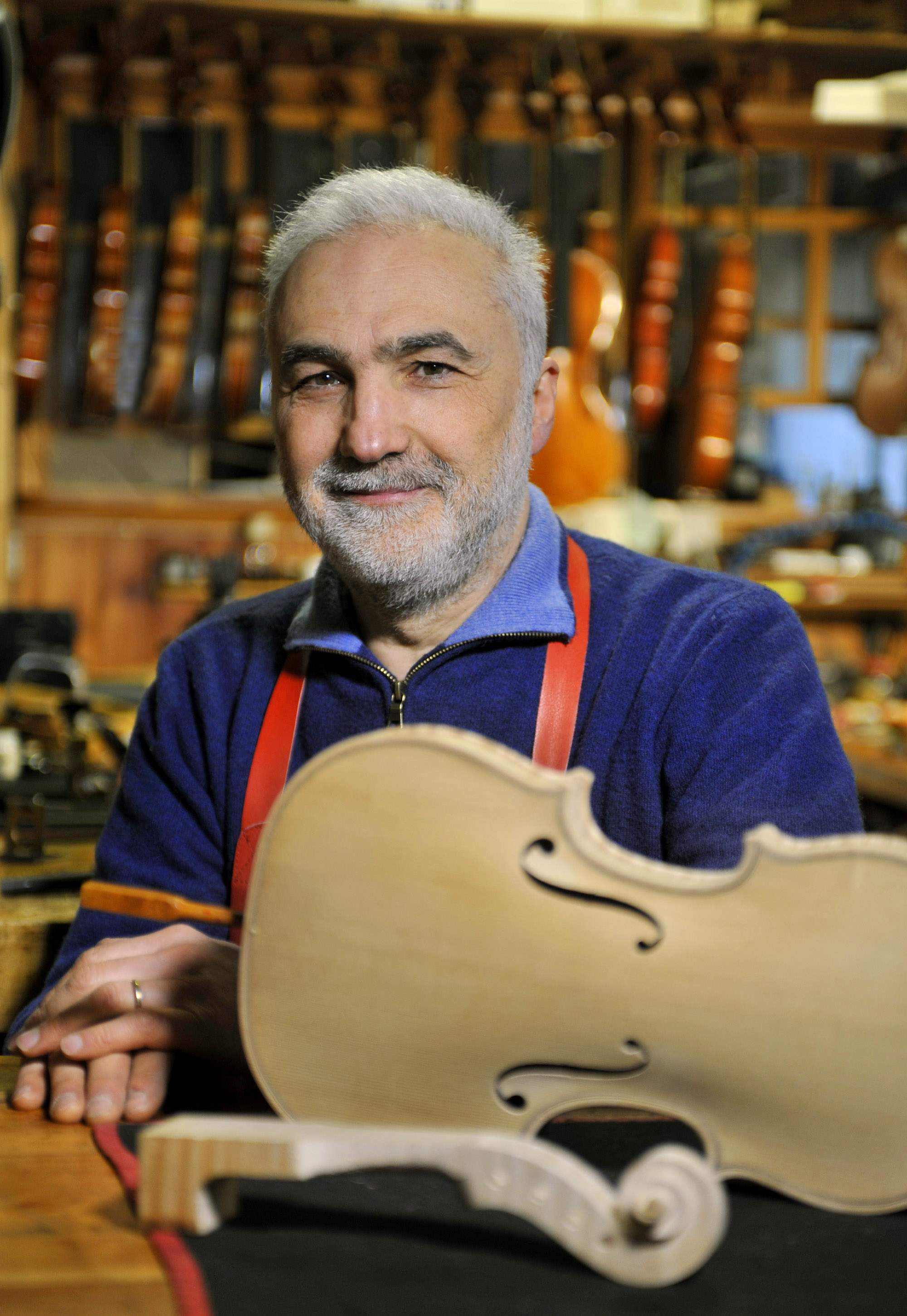
볼로냐의 로베르토 레가찌

로베르토 레가찌(Roberto Regazzi, 1956년 8월 20일 ~ )는 이탈리아의 바이올린 제작자이다.
현재, 학자이자 수집기. 볼로냐에 거주하며 작업한다.
데뷔는 어린 나이였다.열네 살 때부터 열정을 갖기 시작하여 1970년대 중반부터는 앨런 윌콕스와 레나토 스크롤라베자의 지도아래 기타를 제작, 후이 현악기 명인 Otello Bignami 오텔로 비냐미 의 제자가 된 사건이 인생의 전환점이 되어 볼로냐 대학교(물리학)를 그만두고 전문 바이올린 제작자가 된다.
악기의 높은 품질로 세계적으로 인정받는 그는 지금까지 유럽 연합을 포함한 많은 바이올린 메이커 전문 기관의 회장을 역임하고 있다.
그의 바이올린은 이탈리아산 사운드를 찾는 각국에서 수요가 많은 분명한 예이다.
새로운 밀레니엄이 도래하기 바로 전에 영감을 받기 시작하였으며, 풍부하고 완전한 소닉을 달성했다. 그의 작품은 대게 주세페 피오리니, 안살도 포쥐, 아우구스토 폴라스트리(오늘날 볼로냐 학파)에게서 영감을 받아 완성되었다.
2006년 볼로냐 상공회의소는 그에게 명예를 수여했다. 2018년 폰다지오네 콜로니는 그를 골든북 오브 더 골든북에 넣고 싶었다 MAM (Maestro d'Arte e Mestieri)은 그래미상의 수공예 활동에 대한 일종의 상이다.로베르토.
세계적으로 저명한 음악가들이 그가 만든 악기를 연주하고 소유하고있으며 그중에는 보리스 벨킨, 프랑코 메제나, 안네 소피 무터, 루지에로 리치, 포함한 악기들 살바토레 그레코, 조반니 아다모, 우토 우기, 프랑코 걸리, 아나스타시야 페트리샤크, 김소연,
소니아 슬라니, 리카르도 브렝골라, 베네치아 사중주단, 피터 피셔 등이 있다.

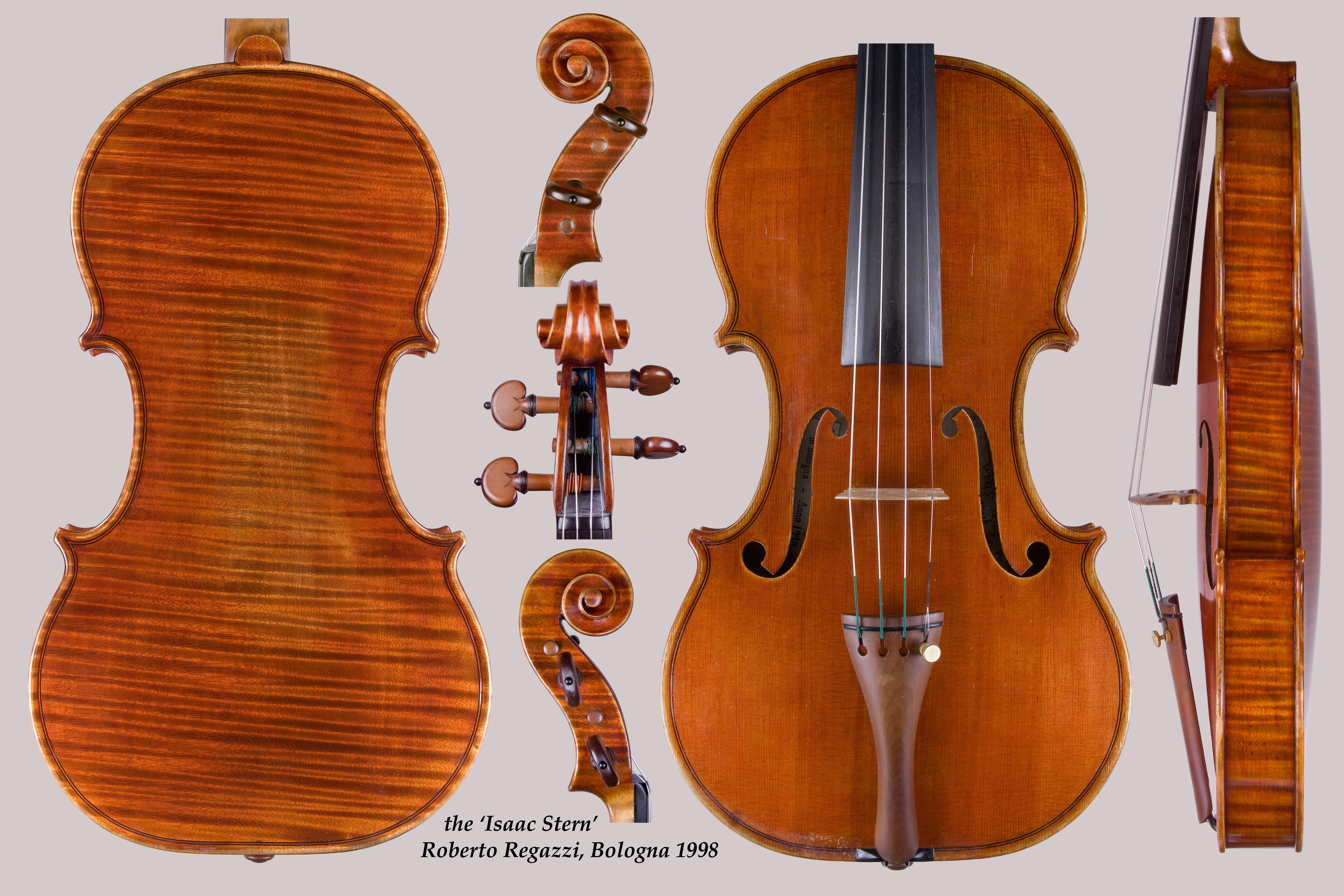
아이작 스턴 Regazzi, 1998

레가치 도서관은 크고 가치있는 책, 기사, 문서들의 모음집이다 세계에서 유일무이한 작품으로 여겨지는 악기에 대해.
그는 제10회 국제대회를 포함한 많은 루티어 경연대회의 심사위원이었다 미국 바이올린 협회의 펜실베이니아 칼라일 연주회 (1992), 프라이부르크 연주회 바덴뷔르템베르크 인터내셔널의 게이겐바우웨트베르베르브 야코부스 슈타이너 (1996), 제5대 바이에른 바이올린 만들기 대회, 피소뉴의 S.M. 델라네브에서 열린 제2차 콩쿠르 그리고 권위 있는 10위(2001년)와 14위(2021년, 심사위원장으로서) 헨리크 세계에서 이런 종류의 행사 중 가장 오래된 비에니아프스키 바이올린 만들기 대회.
그는 또한 1970년대부터 말기까지 여러 클래식 콘서트 기타를 만들었다 1980년대, 대부분 최고의 품질의 브라질산 로즈우드와 꽤 특별한 서부산으로 만들어졌다. 붉은 삼나무와 이탈리아 또는 미국 가문비나무.
모든 악기는 그의 예술적인 시작부터 철로 라벨을 붙이고 낙인을 찍는다.
그는 책을 썼고, 전세계에서 강의를 했으며, 그의 문화 행사를 조직했다.
레가찌는 볼로냐 출신의 첫 번째 루티어이다 볼로냐 상하이 2010 엑스포에서 전통 악기 제작 공예.